# Kazakhstan aux Jeux olympiques d'été de 2020
La Kazakhstan participe aux Jeux olympiques de 2020 à Tokyo au Japon. Il s'agit de sa 7e participation à des Jeux d'été.

## Médaillés
| Sport         | Discipline                   | Athlète(s)           | Performance                       | Date       |
| ------------- | ---------------------------- | -------------------- | --------------------------------- | ---------- |
| Judo          | Moins de 60 kg hommes        | Yeldos Smetov        | Tornike Tsjakadoea Victoire 01-00 | 24 juillet |
| Haltérophilie | Moins de 61 kg hommes        | Igor Son             | 294 kg                            | 25 juillet |
| Haltérophilie | Moins de 55 kg femmes        | Zulfiya Chinshanlo   | 213 kg                            | 26 juillet |
| Boxe          | Poids super-lourds hommes    | Kamshybek Kunkabayev | Richard Torrez Défaite (AB)       | 4 août     |
| Boxe          | Saken Bibossinov             | Poids mouches hommes | Galal Yafai Défaite 2-3           | 5 août     |
| Lutte         | Libre hommes 57 kg           | Nurislam Sanayev     | Georgi Vangelov Victoire 5-1      | 5 août     |
| Karaté        | Kumité hommes moins de 67 kg | Darkhan Assadilov    | Steven Da Costa Défaite 2-5       | 5 août     |
| Karaté        | Kumité femmes plus de 61 kg  | Sofya Berultseva     | Feryal Abdelaziz Défaite 4-5      | 7 août     |

| Sport         |   |   |   | Total |
| ------------- | - | - | - | ----- |
| Boxe          | 0 | 0 | 2 | 2     |
| Haltérophilie | 0 | 0 | 2 | 2     |
| Judo          | 0 | 0 | 1 | 1     |
| Karaté        | 0 | 0 | 2 | 2     |
| Lutte         | 0 | 0 | 1 | 1     |
| Total         | 0 | 0 | 8 | 8     |

| Jour       |   |   |   | Total |
| ---------- | - | - | - | ----- |
| 24 juillet | 0 | 0 | 1 | 1     |
| 25 juillet | 0 | 0 | 1 | 1     |
| 26 juillet | 0 | 0 | 1 | 1     |
| 4 août     | 0 | 0 | 1 | 1     |
| 5 août     | 0 | 0 | 3 | 3     |
| 7 août     | 0 | 0 | 1 | 1     |
| Total      | 0 | 0 | 8 | 8     |

| Sexe   |   |   |   | Total |
| ------ | - | - | - | ----- |
| Femmes | 0 | 0 | 2 | 2     |
| Hommes | 0 | 0 | 6 | 6     |
| Total  | 0 | 0 | 8 | 8     |

## Athlètes engagés
| Sport                 | Hommes | Femmes | Total |
| --------------------- | ------ | ------ | ----- |
| Athlétisme            | 2      | 7      | 9     |
| Aviron                | 1      | 0      | 1     |
| Boxe                  | 8      | 1      | 9     |
| Canoë-kayak           | 3      | 4      | 7     |
| Cyclisme              | 5      | 0      | 5     |
| Escalade              | 1      | 0      | 1     |
| Escrime               | 1      | 0      | 1     |
| Gymnastique           | 1      | 1      | 2     |
| Haltérophilie         | 1      | 1      | 2     |
| Judo                  | 5      | 1      | 6     |
| Karaté                | 3      | 2      | 5     |
| Lutte                 | 8      | 3      | 11    |
| Natation              | 1      | 0      | 1     |
| Natation synchronisée | -      | 2      | 2     |
| Pentathlon moderne    | 1      | 1      | 2     |
| Taekwondo             | 1      | 1      | 2     |
| Tennis                | 3      | 4      | 7     |
| Tennis de table       | 1      | 1      | 2     |
| Tir                   | 1      | 2      | 3     |
| Tir à l'arc           | 3      | 0      | 3     |
| Water-polo            | 13     | 0      | 13    |
| Total                 | 63     | 31     | 94    |

## Résultats

### Athlétisme
| Athlète            | Épreuve               | 1er tour    | 1er tour    | Demi-finale | Demi-finale | Finale          | Finale   |
| Athlète            | Épreuve               | Temps       | Rang        | Temps       | Rang        | Temps           | Rang     |
| ------------------ | --------------------- | ----------- | ----------- | ----------- | ----------- | --------------- | -------- |
| Mikhail Litvin     | 400 m masculin        | 47 s 15     | 7e          | Éliminé     | Éliminé     | Éliminé         | Éliminé  |
| Georgiy Sheiko     | 20 km marche masculin | Non disputé | Non disputé | Non disputé | Non disputé | 1 h 28 min 38 s | 39e      |
| Olga Safronova     | 200 m féminin         | 23 s 64     | 6e          | Éliminée    | Éliminée    | Éliminée        | Éliminée |
| Zhanna Mamazhanova | Marathon féminin      | Non disputé | Non disputé | Non disputé | Non disputé | 2 h 37 min 42 s | 46e      |
| Ayman Ratova       | 20 km marche féminin  | Non disputé | Non disputé | Non disputé | Non disputé | 1 h 40 min 2 s  | 42e      |

| Athlète               | Épreuve                 | Qualification | Qualification | Finale      | Finale   |
| Athlète               | Épreuve                 | Performance   | Rang          | Performance | Rang     |
| --------------------- | ----------------------- | ------------- | ------------- | ----------- | -------- |
| Nadezhda Dubovitskaya | Saut en hauteur féminin | 1,86 m        | 28e           | Éliminée    | Éliminée |
| Kristina Ovchinnikova | Saut en hauteur féminin | 1,86 m        | 28e           | Éliminée    | Éliminée |
| Irina Ektova          | Triple saut féminin     | 12,90 m       | 31e           | Éliminée    | Éliminée |
| Mariya Ovchinnikova   | Triple saut féminin     | 13,34 m       | 26e           | Éliminée    | Éliminée |
| Olga Rypakova         | Triple saut féminin     | 13,69 m       | 24e           | Éliminée    | Éliminée |

### Aviron
| Athlète            | Compétition    | Série        | Série | Repêchages  | Repêchages  | Quarts de finale | Quarts de finale | Demi-finale                  | Demi-finale | Finale                | Finale |
| Athlète            | Compétition    | Temps        | Rang  | Temps       | Rang        | Temps            | Rang             | Temps                        | Rang        | Temps                 | Rang   |
| ------------------ | -------------- | ------------ | ----- | ----------- | ----------- | ---------------- | ---------------- | ---------------------------- | ----------- | --------------------- | ------ |
| Vladislav Yakovlev | Skiff masculin | 7 min 10 s 8 | 3e    | Non disputé | Non disputé | 7 min 30 s 47    | 6e               | Demi-finale C/D 7 min 3 s 53 | 5e          | Finale D 7 min 3 s 37 | 19e    |

### Boxe
| Athlète              | Catégorie                    | 1/16e de finale     | 1/8e de finale           | Quart de finale                | Demi-finale         | Finale              | Rang                                |
| Athlète              | Catégorie                    | Adversaire Résultat | Adversaire Résultat      | Adversaire Résultat            | Adversaire Résultat | Adversaire Résultat | Rang                                |
| -------------------- | ---------------------------- | ------------------- | ------------------------ | ------------------------------ | ------------------- | ------------------- | ----------------------------------- |
| Saken Bibossinov     | Mouches hommes (-52 kg)      | Rivera Victoire 4-1 | Bennama Victoire 5-0     | Escobar Mascuñano Victoire 3-2 | Yafai Défaite 2-3   | Éliminé             | Médaille de bronze, Jeux olympiques |
| Serik Temirzhanov    | Plumes hommes (-57 kg)       | Gálos Victoire 5-0  | Ragan Défaite 0-5        | Éliminé                        | Éliminé             | Éliminé             | Éliminé                             |
| Zakir Safiullin      | Légers hommes (-63 kg)       | Pezo Victoire 5-0   | Narimatsu Victoire WO    | Garside Défaite 2-3            | Éliminé             | Éliminé             | Éliminé                             |
| Ablaikhan Zhussupov  | Welters hommes (-69 kg)      | Non disputé         | Johnson Défaite 1-4      | Éliminé                        | Éliminé             | Éliminé             | Éliminé                             |
| Abilkhan Amankul     | Moyens hommes (-75 kg)       | Non disputé         | Kakhramonov Victoire 5-0 | Conceição Défaite 2-3          | Éliminé             | Éliminé             | Éliminé                             |
| Bekzad Nurdauletov   | Mi-lourds hommes (-81 kg)    | Non disputé         | Khataev Défaite 1-4      | Éliminé                        | Éliminé             | Éliminé             | Éliminé                             |
| Vassiliy Levit       | Lourds hommes (-91 kg)       | Non disputé         | Reyes Défaite KO         | Éliminé                        | Éliminé             | Éliminé             | Éliminé                             |
| Kamshybek Kunkabayev | Super-lourds hommes (+91 kg) | Non disputé         | Hafez Victoire 5-0       | Veriasov Victoire 4-1          | Torrez Défaite AA   | Éliminé             | Médaille de bronze, Jeux olympiques |
| Nadezhda Ryabets     | Moyens femmes (-75 kg)       | Non disputé         | Thibeault Défaite 1-4    | Éliminée                       | Éliminée            | Éliminée            | Éliminée                            |

### Canoë-kayak
| Athlète                              | Compétition       | Série          | Série | Quarts de finale | Quarts de finale | Demi-finale    | Demi-finale    | Finale Finale B Finale C | Finale Finale B Finale C |
| Athlète                              | Compétition       | Temps          | Rang  | Temps            | Rang             | Temps          | Rang           | Temps                    | Rang                     |
| ------------------------------------ | ----------------- | -------------- | ----- | ---------------- | ---------------- | -------------- | -------------- | ------------------------ | ------------------------ |
| Sergey Yemelyanov                    | C1 1 000 m hommes | 4 min 16 s 039 | 5e    | 4 min 21 s 734   | 4e               | Éliminé        | Éliminé        | Éliminé                  | Éliminé                  |
| Sergey Yemelyanov Timofey Yemelyanov | C2 1 000 m hommes | 3 min 49 s 079 | 4e    | 3 min 55 s 157   | 4e               | Non qualifié   | Non qualifié   | Finale B 3 min 32 s 873  | 12e                      |
| Natalya Sergeyeva                    | K1 200 m femmes   | 46 s 657       | 6e    | 46 s 736         | 7e               | Éliminée       | Éliminée       | Éliminée                 | Éliminée                 |
| Natalya Sergeyeva                    | K1 500 m femmes   | 2 min 1 s 374  | 7e    | 1 min 55 s 776   | 6e               | Éliminée       | Éliminée       | Éliminée                 | Éliminée                 |
| Margarita Torlopova                  | C1 200 m femmes   | 49 s 721       | 6e    | 49 s 051         | 7e               | Éliminée       | Éliminée       | Éliminée                 | Éliminée                 |
| Margarita Torlopova Svetlana Ussova  | C2 500 m femmes   | 2 min 9 s 024  | 5e    | 2 min 6 s 179    | 4e               | Non qualifiées | Non qualifiées | 2 min 4 s 859            | 12e                      |

| Athlète             | Compétition  | Série    | Série | Série    | Série | Série    | Série | Demi-finale | Demi-finale | Finale   | Finale   |
| Athlète             | Compétition  | Run 1    | Rang  | Run 2    | Rang  | Meilleur | Rang  | Temps       | Rang        | Temps    | Rang     |
| ------------------- | ------------ | -------- | ----- | -------- | ----- | -------- | ----- | ----------- | ----------- | -------- | -------- |
| Alexandr Kulikov    | C-1 masculin | 109 s 95 | 13e   | 107 s 43 | 14e   | 107 s 43 | 15e   | 110 s 23    | 12e         | Éliminé  | Éliminé  |
| Yekaterina Smirnova | K-1 féminin  | 180 s 46 | 25e   | 135 s 25 | 23e   | 135 s 25 | 25e   | Éliminée    | Éliminée    | Éliminée | Éliminée |

### Cyclisme

#### Sur piste
| Athlète           | Compétition                 | Qualification       | Qualification | 32ème de finale          | Repêchages 1             | 16ème de finale          | Repêchages 2             | 8ème de finale           | Repêchages 3             | Quarts de finale         | Demi-finale              | Finale Match de classement | Finale Match de classement |
| Athlète           | Compétition                 | Temps Vitesse       | Rang          | Adversaire Temps Vitesse | Adversaire Temps Vitesse | Adversaire Temps Vitesse | Adversaire Temps Vitesse | Adversaire Temps Vitesse | Adversaire Temps Vitesse | Adversaire Temps Vitesse | Adversaire Temps Vitesse | Adversaire Temps Vitesse   | Rang                       |
| ----------------- | --------------------------- | ------------------- | ------------- | ------------------------ | ------------------------ | ------------------------ | ------------------------ | ------------------------ | ------------------------ | ------------------------ | ------------------------ | -------------------------- | -------------------------- |
| Sergey Ponomaryov | Vitesse individuelle hommes | 9 s 932 72,493 km/h | 29e           | Éliminé                  | Éliminé                  | Éliminé                  | Éliminé                  | Éliminé                  | Éliminé                  | Éliminé                  | Éliminé                  | Éliminé                    | Éliminé                    |

| Athlète           | Compétition   | 1er tour | Repêchages | Quarts de finale | Demi-finale | Finale (1-6) ou classement (7-12) |
| Athlète           | Compétition   | Rang     | Rang       | Rang             | Rang        | Rang                              |
| ----------------- | ------------- | -------- | ---------- | ---------------- | ----------- | --------------------------------- |
| Sergey Ponomaryov | Keirin hommes | 3e       | Abandon    | Éliminé          | Éliminé     | Éliminé                           |

| Athlète         | Compétition   | Scratch | Scratch | Course tempo | Course tempo | Élimination | Élimination | Course aux points | Course aux points | Total | Rang |
| Athlète         | Compétition   | Rang    | Points  | Rang         | Points       | Rang        | Points      | Rang              | Points            | Total | Rang |
| --------------- | ------------- | ------- | ------- | ------------ | ------------ | ----------- | ----------- | ----------------- | ----------------- | ----- | ---- |
| Artyom Zakharov | Omnium hommes | 4e      | 34      | 15e          | 12           | 13e         | 16          | 15e               | 0                 | 62    | 14e  |

#### Sur route
| Athlète         | Compétition      | Temps           | Rang    |
| --------------- | ---------------- | --------------- | ------- |
| Alexey Lutsenko | Contre-la-montre | 1 h 2 min 21 s  | 32e     |
| Alexey Lutsenko | Course en ligne  | 6 h 11 min 46 s | 21e     |
| Dmitriy Gruzdev | Course en ligne  | Abandon         | Abandon |
| Vadim Pronskiy  | Course en ligne  | Abandon         | Abandon |

### Escalade
| Athlète           | Compétition    | Qualifications | Qualifications | Qualifications | Qualifications | Qualifications | Qualifications | Qualifications | Qualifications | Qualifications | Finale  | Finale  | Finale   | Finale  | Finale     | Finale     | Finale     | Finale  | Finale  |
| Athlète           | Compétition    | Vitesse        | Vitesse        | Bloc           | Bloc           | Difficulté     | Difficulté     | Difficulté     | Total          | Rang           | Vitesse | Vitesse | Bloc     | Bloc    | Difficulté | Difficulté | Difficulté | Total   | Rang    |
| Athlète           | Compétition    | MT             | Rang           | Résultat       | Rang           | PA             | Temps          | Rang           | Total          | Rang           | MT      | Rang    | Résultat | Rang    | PA         | Temps      | Rang       | Total   | Rang    |
| ----------------- | -------------- | -------------- | -------------- | -------------- | -------------- | -------------- | -------------- | -------------- | -------------- | -------------- | ------- | ------- | -------- | ------- | ---------- | ---------- | ---------- | ------- | ------- |
| Rishat Khaibullin | Combiné hommes | 6 s 19         | 4e             | 0T1z 0 3       | 17e            | 28+            | 3 min 9 s      | 13e            | 884.00         | 11e            | Éliminé | Éliminé | Éliminé  | Éliminé | Éliminé    | Éliminé    | Éliminé    | Éliminé | Éliminé |

### Escrime
| Athlète         | Compétition       | 1/32e de finale  | 1/16e de finale       | 1/8e de finale      | Quarts de finale | Demi-finale Classement 5-8 | Finale 3e place Classement 5e, 7e places | Rang    |
| Athlète         | Compétition       | Adversaire Score | Adversaire Score      | Adversaire Score    | Adversaire Score | Adversaire Score           | Adversaire Score                         | Rang    |
| --------------- | ----------------- | ---------------- | --------------------- | ------------------- | ---------------- | -------------------------- | ---------------------------------------- | ------- |
| Ruslan Kurbanov | Épée individuelle | Exempté          | Fichera Victoire 15-7 | Yamada Défaite 8-15 | Éliminé          | Éliminé                    | Éliminé                                  | Éliminé |

### Gymnastique

#### Artistique
| Athlète      | Compétition      | Qualifications | Qualifications | Qualifications | Qualifications | Qualifications    | Qualifications | Qualifications | Qualifications | Finale   | Finale         | Finale   | Finale   | Finale            | Finale     | Finale | Finale |
| Athlète      | Compétition      | Appareil       | Appareil       | Appareil       | Appareil       | Appareil          | Appareil       | Total          | Rang           | Appareil | Appareil       | Appareil | Appareil | Appareil          | Appareil   | Total  | Rang   |
| Athlète      | Compétition      | Sol            | Cheval d'arçon | Anneaux        | Saut           | Barres parallèles | Barre fixe     | Total          | Rang           | Sol      | Cheval d'arçon | Anneaux  | Saut     | Barres parallèles | Barre fixe | Total  | Rang   |
| ------------ | ---------------- | -------------- | -------------- | -------------- | -------------- | ----------------- | -------------- | -------------- | -------------- | -------- | -------------- | -------- | -------- | ----------------- | ---------- | ------ | ------ |
| Milad Karimi | Concours général | 14,766         | 11,900         | 13,300         | 14,333         | 13,400            | 14,766         | 82,565         | 25e            | 15,033   | 13,266         | 12,866   | 14,066   | 13,966            | 13,333     | 82,530 | 14e    |
| Milad Karimi | Sol              | 14,766         | -              | -              | -              | -                 | -              | 14,766         | 8e             | 14,133   | -              | -        | -        | -                 | -          | 14,133 | 5e     |
| Milad Karimi | Barre fixe       | -              | -              | -              | -              | -                 | 14,766         | 14,766         | 2e             | -        | -              | -        | -        | -                 | 11,266     | 11,266 | 8e     |

#### Rythmique
| Athlète           | Qualification | Qualification | Qualification | Qualification | Qualification | Qualification | Finale   | Finale   | Finale   | Finale   | Finale   | Finale   |
| Athlète           |               |               |               |               | Total         | Rang          |          |          |          |          | Total    | Rang     |
| ----------------- | ------------- | ------------- | ------------- | ------------- | ------------- | ------------- | -------- | -------- | -------- | -------- | -------- | -------- |
| Alina Adilkhanova | 20,550        | 22,450        | 22,200        | 18,600        | 83,800        | 21e           | Éliminée | Éliminée | Éliminée | Éliminée | Éliminée | Éliminée |

### Haltérophilie
| Athlète            | Compétition           | Arraché  | Arraché | Épaulé-jeté | Épaulé-jeté | Total  | Rang                                |
| Athlète            | Compétition           | Résultat | Rang    | Résultat    | Rang        | Total  | Rang                                |
| ------------------ | --------------------- | -------- | ------- | ----------- | ----------- | ------ | ----------------------------------- |
| Igor Son           | Moins de 61 kg hommes | 131 kg   | 4e      | 163 kg      | 3e          | 294 kg | Médaille de bronze, Jeux olympiques |
| Zulfiya Chinshanlo | Moins de 55 kg femmes | 90 kg    | 5e      | 123 kg      | 3e          | 213 kg | Médaille de bronze, Jeux olympiques |

### Judo
| Athlète                   | Compétition           | 1er tour              | 2e tour                   | Huitième de finale       | Quart de finale     | Demi-finale          | Repêchage           | Finale / MB               | Rang                                |
| Athlète                   | Compétition           | Adversaire Résultat   | Adversaire Résultat       | Adversaire Résultat      | Adversaire Résultat | Adversaire Résultat  | Adversaire Résultat | Adversaire Résultat       | Rang                                |
| ------------------------- | --------------------- | --------------------- | ------------------------- | ------------------------ | ------------------- | -------------------- | ------------------- | ------------------------- | ----------------------------------- |
| Yeldos Smetov             | Moins de 60 kg hommes | Non disputé           | Exempté                   | Akkuş Victoire 10-00     | Kim Victoire 10-00  | Takatō Défaite 00-01 | Exempté             | Tsjakadoea Victoire 01-00 | Médaille de bronze, Jeux olympiques |
| Yerlan Serikzhanov        | Moins de 66 kg hommes | Non disputé           | Səfərov Victoire 01-00    | Lombardo Défaite 00-01   | Éliminé             | Éliminé              | Éliminé             | Éliminé                   | Éliminé                             |
| Zhansay Smagulov          | Moins de 73 kg hommes | Exempté               | Karapetian Victoire 01-00 | Margelidon Défaite 01-10 | Éliminé             | Éliminé              | Éliminé             | Éliminé                   | Éliminé                             |
| Didar Khamza              | Moins de 81 kg hommes | Exempté               | Mollaei Défaite 00-10     | Éliminé                  | Éliminé             | Éliminé              | Éliminé             | Éliminé                   | Éliminé                             |
| Islam Bozbayev            | Moins de 90 kg hommes | Macedo Victoire 10-00 | Mehdiyev Défaite 00-01    | Éliminé                  | Éliminé             | Éliminé              | Éliminé             | Éliminé                   | Éliminé                             |
| Galbadrakhyn Otgontsetseg | Moins de 48 kg femmes | Non disputé           | Li Défaite 00-10          | Éliminée                 | Éliminée            | Éliminée             | Éliminée            | Éliminée                  | Éliminée                            |

### Karaté
| Athlète            | Compétition           | Tour de qualification | Tour de qualification   | Tour de qualification | Tour de qualification | Tour de qualification | Demi-finale           | Finale              | Rang                                |
| Athlète            | Compétition           | Match 1               | Match 2                 | Match 3               | Match 4               | Place                 | Demi-finale           | Finale              | Rang                                |
| Athlète            | Compétition           | Adversaire Résultat   | Adversaire Résultat     | Adversaire Résultat   | Adversaire Résultat   | Place                 | Adversaire Résultat   | Adversaire Résultat | Rang                                |
| ------------------ | --------------------- | --------------------- | ----------------------- | --------------------- | --------------------- | --------------------- | --------------------- | ------------------- | ----------------------------------- |
| Darkhan Assadilov  | Moins de 67 kg hommes | Şamdan Victoire 6-2   | Farzaliyev Victoire 6-2 | Sago Victoire 3-0     | El-Sawy Victoire 3-1  | 1er                   | Da Costa Défaite 2-5  | Éliminé             | Médaille de bronze, Jeux olympiques |
| Nurkanat Azhikanov | Moins de 75 kg hommes | Yahiro Victoire 6-3   | Bitsch Nul 3-3          | Busà Victoire 2-0     | Ağayev Défaite 2-3    | 4e                    | Éliminé               | Éliminé             | Éliminé                             |
| Daniyar Yuldashev  | Plus de 75 kg hommes  | Araga Défaite 2-4     | Aktaş Défaite 3-11      | Horne Forfait         | Arkania 1-3           | 4e                    | Éliminé               | Éliminé             | Éliminé                             |
| Moldir Zhangbyrbay | Moins de 55 kg femmes | Sayed Victoire 7-2    | Plank Défaite 3-4       | Terliuga Nul 4-4      | Miyahara Défaite 2-11 | 4e                    | Éliminé               | Éliminé             | Éliminé                             |
| Sofya Berultseva   | Plus de 61 kg femmes  | Hocaoğlu Nul 5-5      | Semeraro Victoire 5-1   | Zaretska Victoire 5-4 | Uekusa Défaite 1-5    | 2e                    | Abdelaziz Défaite 4-5 | Éliminée            | Médaille de bronze, Jeux olympiques |

### Lutte
| Athlète            | Compétition   | Huitièmes de finale         | Quarts de finale            | Demi-finale             | Repêchage            | Finale 3e place Classement | Rang                                |
| Athlète            | Compétition   | Adversaire Résultat         | Adversaire Résultat         | Adversaire Résultat     | Adversaire Résultat  | Adversaire Résultat        | Rang                                |
| ------------------ | ------------- | --------------------------- | --------------------------- | ----------------------- | -------------------- | -------------------------- | ----------------------------------- |
| Nurislam Sanayev   | 57 kg hommes  | Fafé Victoire 7-0           | Takahashi Victoire 4-4 (VP) | Dahiya Défaite 9-7 (VT) | Non disputé          | Vangelov Victoire 5-1      | Médaille de bronze, Jeux olympiques |
| Daulet Niyazbekov  | 65 kg hommes  | Valdés Victoire 21-11       | Əliyev Défaite 1-9          | Éliminé                 | Diatta Victoire 10-0 | Punia Défaite 0-8          | 5e                                  |
| Daniyar Kaisanov   | 74 kg hommes  | Otoguro Victoire 2-2 (VT)   | Hussen Victoire 8-5         | Sidakov Défaite 0-11    | Non disputé          | Abdurakhmonov Défaite 2-13 | 5e                                  |
| Alisher Yergali    | 97 kg hommes  | Fardj Victoire (WO)         | Karadeniz Défaite 7-8       | Éliminé                 | Éliminé              | Éliminé                    | 7e                                  |
| Yusup Batirmurzaev | 125 kg hommes | Cudinovic Défaite 10-2 (VT) | Éliminé                     | Éliminé                 | Éliminé              | Éliminé                    | 12e                                 |
| Valentina Islamova | 50 kg femmes  | Yépez Défaite 6-9           | Éliminée                    | Éliminée                | Éliminée             | Éliminée                   | 11e                                 |
| Tatyana Amanzhol   | 53 kg femmes  | Zasina Défaite 2-3          | Éliminée                    | Éliminée                | Éliminée             | Éliminée                   | 12e                                 |
| Elmira Syzdykova   | 76 kg femmes  | Kyzy Défaite 1-8            | Éliminée                    | Éliminée                | Éliminée             | Éliminée                   | 13e                                 |

| Athlète            | Compétition | Huitième de finale        | Quart de finale     | Demi-finale         | Repêchage           | Finale 3e place Classement | Rang |
| Athlète            | Compétition | Adversaire Résultat       | Adversaire Résultat | Adversaire Résultat | Adversaire Résultat | Adversaire Résultat        | Rang |
| ------------------ | ----------- | ------------------------- | ------------------- | ------------------- | ------------------- | -------------------------- | ---- |
| Mirambek Ainagulov | 60 kg       | Sharshenbekov Défaite 0-8 | Éliminé             | Éliminé             | Éliminé             | Éliminé                    | 16e  |
| Demeu Zhadrayev    | 77 kg       | Yabiku Défaite 3-5        | Éliminé             | Éliminé             | Éliminé             | Éliminé                    | 9e   |
| Nursultan Tursynov | 87 kg       | Kudla Défaite 1-4         | Éliminé             | Éliminé             | Éliminé             | Éliminé                    | 14e  |

### Natation
| Athlète          | Épreuve               | Série        | Série | Demi-finale  | Demi-finale | Finale   | Finale   |
| Athlète          | Épreuve               | Temps        | Rang  | Temps        | Rang        | Temps    | Rang     |
| ---------------- | --------------------- | ------------ | ----- | ------------ | ----------- | -------- | -------- |
| Dmitriy Balandin | 100 m brasse masculin | 59 s 75      | 17e   | Éliminé      | Éliminé     | Éliminé  | Éliminé  |
| Dmitriy Balandin | 200 m brasse masculin | 2 min 8 s 99 | 7e    | 2 min 9 s 22 | 11e         | Éliminé  | Éliminé  |
| Diana Nazarova   | 100 m dos féminin     | 1 min 6 s 99 | 40e   | Éliminée     | Éliminée    | Éliminée | Éliminée |

### Natation synchronisée
| Athlètes                           | Compétition | Qualifications      | Qualifications  | Qualifications | Qualifications | Finale          | Finale                    | Finale          |
| Athlètes                           | Compétition | Programme technique | Programme libre | Total          | Rang           | Programme libre | Programme libre           | Programme libre |
| Athlètes                           | Compétition | Points              | Points          | Total          | Rang           | Points          | Total (technique + libre) | Rang            |
| ---------------------------------- | ----------- | ------------------- | --------------- | -------------- | -------------- | --------------- | ------------------------- | --------------- |
| Alexandra Nemich Yekaterina Nemich | Duo         | 83,2338             | 83,8667         | 167,1005       | 16e            | Éliminées       | Éliminées                 | Éliminées       |

### Pentathlon moderne
| Athlète          | Compétition           | Escrime (épée, une touche) | Escrime (épée, une touche) | Natation (200 m nage libre) | Natation (200 m nage libre) | Natation (200 m nage libre) | Équitation (saut d'obstacles) | Équitation (saut d'obstacles) | Équitation (saut d'obstacles) | Combiné course/tir (3 200 m / pistolet à 10 m) | Combiné course/tir (3 200 m / pistolet à 10 m) | Combiné course/tir (3 200 m / pistolet à 10 m) | Total | Rang |
| Athlète          | Compétition           | Rang                       | Points                     | Temps                       | Rang                        | Points                      | Pénalités                     | Rang                          | Points                        | Temps                                          | Rang                                           | Points                                         | Total | Rang |
| ---------------- | --------------------- | -------------------------- | -------------------------- | --------------------------- | --------------------------- | --------------------------- | ----------------------------- | ----------------------------- | ----------------------------- | ---------------------------------------------- | ---------------------------------------------- | ---------------------------------------------- | ----- | ---- |
| Pavel Ilyashenko | Compétition masculine | 28e                        | 191                        | 2 min 6 s 99                | 31e                         | 297                         | 30                            | 28e                           | 270                           | 12 min 10 s 28                                 | 35e                                            | 570                                            | 1 328 | 29e  |
| Yelena Potapenko | Compétition féminine  | 6e                         | 222                        | 2 min 13 s 99               | 14e                         | 283                         | 11                            | 16e                           | 289                           | 12 min 52 s 37                                 | 21e                                            | 528                                            | 1 322 | 13e  |

### Taekwondo
| Athlète         | Compétition          | Huitièmes de finale    | Quarts de finale     | Demi-finale         | Repêchage           | Finale / MB         | Rang     |
| Athlète         | Compétition          | Adversaire Résultat    | Adversaire Résultat  | Adversaire Résultat | Adversaire Résultat | Adversaire Résultat | Rang     |
| --------------- | -------------------- | ---------------------- | -------------------- | ------------------- | ------------------- | ------------------- | -------- |
| Ruslan Zhaparov | Plus de 80 kg hommes | Bachmann Victoire 11-7 | In Défaite 2-10      | Éliminé             | Éliminé             | Éliminé             | Éliminé  |
| Cansel Deniz    | Plus de 67 kg femmes | Osipova Victoire 10-9  | Walkden Défaite 7-17 | Éliminée            | Éliminée            | Éliminée            | Éliminée |

### Tennis
| Athlète                           | Épreuve          | 1/32e de finale                  | 1/16e de finale                           | 1/8e de finale                          | Quarts de finale           | Demi-finale                   | Finale / MB                      | Rang     |
| Athlète                           | Épreuve          | Adversaire Résultat              | Adversaire Résultat                       | Adversaire Résultat                     | Adversaire Résultat        | Adversaire Résultat           | Adversaire Résultat              | Rang     |
| --------------------------------- | ---------------- | -------------------------------- | ----------------------------------------- | --------------------------------------- | -------------------------- | ----------------------------- | -------------------------------- | -------- |
| Alexander Bublik                  | Simple messieurs | Medvedev Défaite 4-6, 6-78       | Éliminé                                   | Éliminé                                 | Éliminé                    | Éliminé                       | Éliminé                          | Éliminé  |
| Mikhail Kukushkin                 | Simple messieurs | Coria Victoire 7-64, 7-5         | Ivashka Défaite 7-54, 3-6, 3-6            | Éliminé                                 | Éliminé                    | Éliminé                       | Éliminé                          | Éliminé  |
| Alexander Bublik Andrey Golubev   | Double messieurs | Non disputé                      | Chardy / Monfils Défaite 7-64, 6-73, 8-10 | Éliminés                                | Éliminés                   | Éliminés                      | Éliminés                         | Éliminés |
| Zarina Diyas                      | Simple dames     | Krejčíková Défaite 2-5 ab.       | Éliminée                                  | Éliminée                                | Éliminée                   | Éliminée                      | Éliminée                         | Éliminée |
| Yulia Putintseva                  | Simple dames     | Podoroska Défaite 6-74, 3-1 ab.  | Éliminée                                  | Éliminée                                | Éliminée                   | Éliminée                      | Éliminée                         | Éliminée |
| Elena Rybakina                    | Simple dames     | Stosur Victoire 6-4, 6-2         | Peterson Victoire 6-2, 6-3                | Vekić Victoire 7-63, 6-4                | Muguruza Victoire 7-5, 6-1 | Bencic Défaite 6-72, 6-4, 3-6 | Svitolina Défaite 6-1, 6-75, 4-6 | 4e       |
| Yaroslava Shvedova                | Simple dames     | Tomljanović Défaite 5-7, 2-3 ab. | Éliminée                                  | Éliminée                                | Éliminée                   | Éliminée                      | Éliminée                         | Éliminée |
| Yaroslava Shvedova Andrey Golubev | Double mixte     | Non disputé                      | Non disputé                               | Shibahara / McLachlan Défaite 3-6, 6-73 | Éliminés                   | Éliminés                      | Éliminés                         | Éliminés |

### Tennis de table
| Athlète(s)          | Compétition      | Tour préliminaire | 1er tour         | 2e tour               | 3e tour          | 4e tour          | Quarts de finale | Demi-finale      | Finale / MB      | Rang     |
| Athlète(s)          | Compétition      | Adversaire Score  | Adversaire Score | Adversaire Score      | Adversaire Score | Adversaire Score | Adversaire Score | Adversaire Score | Adversaire Score | Rang     |
| ------------------- | ---------------- | ----------------- | ---------------- | --------------------- | ---------------- | ---------------- | ---------------- | ---------------- | ---------------- | -------- |
| Kirill Gerassimenko | Simple messieurs | Exempté           | Exempté          | Jančařík Victoire 4-3 | Boll Défaite 1-4 | Éliminé          | Éliminé          | Éliminé          | Éliminé          | Éliminé  |
| Women's singles     | Simple dames     | Exemptée          | Xiao Défaite 1-4 | Éliminée              | Éliminée         | Éliminée         | Éliminée         | Éliminée         | Éliminée         | Éliminée |

### Tir
| Athlète      | Compétition                  | Qualification | Qualification | Finale  | Finale  |
| Athlète      | Compétition                  | Points        | Rang          | Points  | Rang    |
| ------------ | ---------------------------- | ------------- | ------------- | ------- | ------- |
| Yuriy Yurkov | Carabine à air comprimé 10 m | 621,9         | 36e           | Éliminé | Éliminé |
| Yuriy Yurkov | Carabine à 50 m 3 positions  | 1 172         | 14e           | Éliminé | Éliminé |

| Athlète         | Compétition | Qualification | Qualification | Finale   | Finale   |
| Athlète         | Compétition | Points        | Rang          | Points   | Rang     |
| --------------- | ----------- | ------------- | ------------- | -------- | -------- |
| Zoya Kravchenko | Skeet,      | 113           | 22e           | Éliminée | Éliminée |
| Assem Orynbay   | Skeet,      | 111           | 26e           | Éliminée | Éliminée |

### Tir à l'arc
| Athlète                                      | Compétition         | Tour préliminaire | Tour préliminaire | 1er tour              | 2e tour             | 3e tour          | Quarts de finale | Demi-finale      | Finale / 3e place | Rang    |
| Athlète                                      | Compétition         | Score             | Rang              | Adversaire Score      | Adversaire Score    | Adversaire Score | Adversaire Score | Adversaire Score | Adversaire Score  | Rang    |
| -------------------------------------------- | ------------------- | ----------------- | ----------------- | --------------------- | ------------------- | ---------------- | ---------------- | ---------------- | ----------------- | ------- |
| Ilfat Abdullin                               | Individuel hommes,  | 657               | 27e               | Woodgate Victoire 7-3 | Wijler Victoire 6-4 | Li Défaite 5-6   | Élminé           | Élminé           | Élminé            | Élminé  |
| Denis Gankin                                 | Individuel hommes,  | 669               | 9e                | Tolba Victoire 6-4    | Nespoli Défaite 2-6 | Élminé           | Élminé           | Élminé           | Élminé            | Élminé  |
| Sanzhar Mussayev                             | Individuel hommes,  | 647               | 52e               | Wang Défaite 4-6      | Élminé              | Élminé           | Élminé           | Élminé           | Élminé            | Élminé  |
| Ilfat Abdullin Denis Gankin Sanzhar Mussayev | Par équipes hommes, | 1 973             | 8e                | Non disputé           | Non disputé         | Inde Défaite 2-6 | Élminés          | Élminés          | Élminés           | Élminés |

### Water-polo
| Compétition      | Phase de groupe      | Phase de groupe     | Phase de groupe      | Phase de groupe          | Phase de groupe        | Phase de groupe | Quart de finale  | Demi-finale      | Finale / 3e place | Finale / 3e place |
| Compétition      | Adversaire Score     | Adversaire Score    | Adversaire Score     | Adversaire Score         | Adversaire Score       | Rang            | Adversaire Score | Adversaire Score | Adversaire Score  | Rang              |
| ---------------- | -------------------- | ------------------- | -------------------- | ------------------------ | ---------------------- | --------------- | ---------------- | ---------------- | ----------------- | ----------------- |
| Tournoi masculin | Croatie Défaite 7-23 | Serbie Défaite 5-19 | Espagne Défaite 4-16 | Monténégro Défaite 12-19 | Australie Défaite 7-15 | 6e              | Élminés          | Élminés          | Élminés           | Élminés           |